# Krzysztof Ulatowski
Krzysztof Ulatowski, né le 25 juillet 1980 à Trzebnica, est un footballeur polonais. Il est milieu de terrain au Śląsk Wrocław.

## Carrière
- 2002-2003 :  Śląsk Wrocław
- 2003 :  Zagłębie Lubin
- 2004- :  Śląsk Wrocław

### Palmarès
- Vainqueur de la Coupe de la Ligue polonaise : 2009